# Kanumarathon-Europameisterschaften 2015
Die 12. Kanumarathon-Europameisterschaften fanden vom 4. bis 5. Juli 2015 im slowenischen Bohinj statt. Der austragende Verband war die ECA.
Es wurden vier Wettbewerbe für Männer und zwei Wettbewerbe für Frauen ausgetragen.

## Medaillengewinner

### Herren

#### Canadier
Distanz jeweils 26,2 km
| Disziplin | Gold                           | Zeit      | Silber                          | Zeit      | Bronze                                      | Zeit      |
| --------- | ------------------------------ | --------- | ------------------------------- | --------- | ------------------------------------------- | --------- |
| C1        | Ungarn Marton Köver            | 2:07:07 h | Spanien David Mosquera          | 2:07:42 h | Portugal Nuno Barros                        | 2:10:34 h |
| C2        | Ungarn Marton Köver Ádám Dócze | 1:58:23 h | Spanien Óscar Graña Ramón Ferro | 1:58:54 h | Ukraine Oleksandr Levchenko Andrii Shapoval | 1:59:49 h |

#### Kajak
Distanz jeweils 30 km
| Disziplin | Gold                               | Zeit         | Silber                           | Zeit         | Bronze                                 | Zeit         |
| --------- | ---------------------------------- | ------------ | -------------------------------- | ------------ | -------------------------------------- | ------------ |
| K1        | Portugal José Ramalho              | 2:12:46 h    | Spanien Iván Alonso              | 2:13:33 h    | Spanien Emilio Merchán                 | 2:13:39 h    |
| K2        | Spanien Emilio Merchán Iván Alonso | 2:10:18,42 h | Ungarn Adrián Boros László Solti | 2:01:18,79 h | Spanien Walter Bouzan Álvaro Fernández | 2:01:24,96 h |

### Damen

#### Kajak
Distanz jeweils 26,2 km
| Disziplin | Gold                              | Zeit         | Silber                                  | Zeit         | Bronze                          | Zeit         |
| --------- | --------------------------------- | ------------ | --------------------------------------- | ------------ | ------------------------------- | ------------ |
| K1        | Ungarn Renata Csay                | 2:03:21 h    | Vereinigtes Königreich Lizzie Broughton | 2:03:52 h    | Italien Anna Alberti            | 2:03:54 h    |
| K2        | Ungarn Renata Csay Alexandra Bara | 1:55:12,17 h | Italien Anna Alberti Stefania Cicali    | 1:55:12,42 h | Ungarn Noémi Lucz Edina Csernák | 2:00:08,27 h |

## Medaillenspiegel
| Rang   | Nation                 | Gold | Silber | Bronze | Gesamt |
| ------ | ---------------------- | ---- | ------ | ------ | ------ |
| 1      | Ungarn                 | 4    | 1      | 1      | 6      |
| 2      | Spanien                | 1    | 3      | 2      | 6      |
| 3      | Portugal               | 1    | 0      | 1      | 2      |
| 4      | Italien                | 0    | 1      | 1      | 2      |
| 5      | Vereinigtes Königreich | 0    | 1      | 0      | 1      |
| 6      | Ukraine                | 0    | 0      | 1      | 1      |
| Gesamt | Gesamt                 | 6    | 6      | 6      | 18     |